# The Mind-the-Paint Girl (film 1919)
The Mind-the-Paint Girl è un film muto del 1919 diretto da Wilfrid North che aveva come interpreti Anita Stewart (anche produttrice del film), Conway Tearle, Vernon Steele (che aveva ricoperto lo stesso ruolo nello spettacolo teatrale a Londra), Templar Saxe, Arthur Donaldson, Robert Lee Keeling, Virginia Norden.
La sceneggiatura si basa su The "Mind the Paint" Girl, lavoro teatrale di Sir Arthur Wing Pinero andato in scena in prima a Londra il 17 febbraio 1912. La commedia fu un successo di Broadway dove fu presentato al Lyceum Theatre il 9 settembre 1912 con protagonista Billie Burke.

## Trama

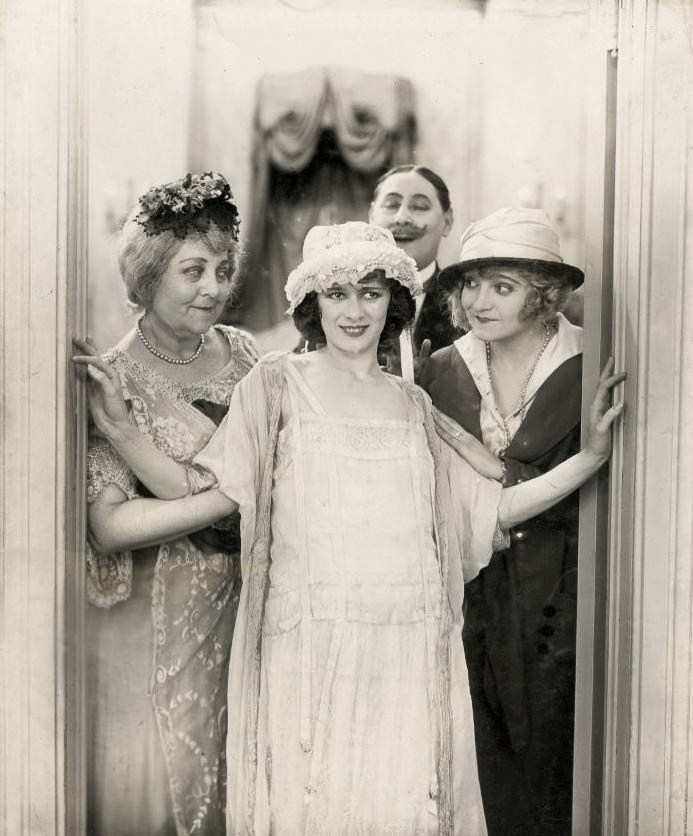
Hattie Delaro, Anita Stewart, Templar Saxe e Gladys Valerie in una scena del film

Dopo la morte del padre, Lily Upjohn lascia i bassifondi di Londra e trova lavoro come ballerina di fila al Pandora Theater. Un giorno, durante le prove, da una delle impalcature uno scenografo che sta dipingendo i fondali lascia cadere un po' di vernice dall'alto: le urla di Lily destano l'istinto creativo del compositore che crea una canzone, "Mind the Paint Girl" che, cantata da Lily, diventa un grande successo facendo, di punto in bianco, una diva della sua interprete. Corteggiata da Nicholas Jeyes, un giovane ufficiale che rinuncia alla sua carriera per starle vicino, e da lord Francombe, Lily si trova divisa tra i due uomini. Jeyes, sempre più geloso, la trova un giorno tra le braccia del rivale che le ha appena chiesto di sposarlo. Spinto dalla disperazione, si dichiara pure lui, promettendole di sposarla. Alla fine, i due uomini diventeranno amici ma nessuno dei due sposerà Lily.

## Produzione
Il film, prodotto dalla Vitagraph Company of America, ebbe una genesi un po' travagliata. Nel settembre 1917, la casa di produzione aveva intentato causa contro Anita Stewart per impedirle di infrangere il contratto che la legava alla Vitagraph dopo che l'attrice aveva firmato un contratto con Louis B. Mayer. Le riprese del film iniziarono nel maggio del 1918 dopo che un giudice aveva stabilito che la Stewart completasse le sue ventisei settimane ancora con la Vitagraph prima di passare a lavorare per qualcun altro. Nel maggio del 1918, le riprese furono interrotte quando Stewart, il regista Wilfrid North e altri membri della compagnia rimasero feriti in un incidente automobilistico mentre tornavano nello studio della Vitagraph a Brooklyn. Quando, nel luglio di quell'anno, le riprese finalmente terminarono, Mayer pagò una sostanziosa cifra per risolvere la causa e l'attrice, unitasi a Mayer, creò una propria compagnia cui diede il nome di Anita Stewart Productions. Il film non fu distribuito fino al novembre 1919 e, a quel tempo, non si fece menzione che il film era stato prodotto dalla Vitagraph ed è possibile che la pellicola sia stata successivamente rimaneggiata dalla nuova casa di produzione della Stewart. I nomi di alcuni attori, tra cui quelli di Evart Overton e Denton Vane, che apparivano nel cast della prima produzione, non furono inseriti al momento della distribuzione del film.

## Distribuzione
Distribuito dalla First National Exhibitors' Circuit, il film uscì nelle sale statunitensi il 10 novembre 1919. Il copyright del film, richiesto dalla Associated First National Pictures, fu registrato il 10 dicembre 1920 con il numero LP15888.
Non si conoscono copie ancora esistenti della pellicola che viene considerata presumibilmente perduta.